# Dmitrij Trapieznikow
Dmitrij Wiktorowicz Trapieznikow (ros. Дмитрий Викторович Трапезников; ukr. Дмитро Вікторович Трапезніков, Dmytro Wiktorowycz Trapeznikow; ur. 12 kwietnia 1981 w Krasnodarze) – rosyjsko-ukraiński menedżer i separatysta, od 2016 do 2018 wicepremier, od 31 sierpnia do 7 września 2018 pełniący obowiązki premiera nieuznawanej międzynarodowo Donieckiej Republiki Ludowej.

## Życiorys
Urodził się w 1981 w Krasnodarze, ale już po roku jego rodzina przeniosła się do Doniecka. W 2004 ukończył studia budowlane w Donbaskiej Narodowej Akademii Budownictwa i Architektury, później także dodatkowe studia z ekonomii i prawa; obecnie studiuje administrację publiczną. Od 2001 do 2005 był menedżerem klubie kibiców Szachtara Donieck, pracował następnie w prywatnych przedsiębiorstwach. Od 2010 do 2012 był zastępcą przewodniczącego rady rejonu petriwskiego w Doniecku, a następnie dyrektorem domu handlowego.
W 2014 zaangażował się w działania separatystów w Donbasie jako milicjant. We wrześniu 2014 został szefem administracji rejonu telmanowskiego, następnie pracował w rządowych departamentach spraw wewnętrznych, zagranicznych oraz kontroli i audytu. Miał w tym czasie popaść w konflikt z szefem administracji Aleksandra Zacharczenki Maksimem Leszenką i postrzelić go w nogę. W kwietniu 2016 został wicepremierem, uważanym za protegowanego Rinata Achmetowa.
31 sierpnia 2018 tymczasowo przejął obowiązki premiera Donieckiej Republiki Ludowej po tym, jak w zamachu zginął dotychczasowy przywódca Aleksandr Zacharczenko. 7 września 2018 Prokuratura Generalna DRL uznała, że przejęcie obowiązków premiera przez Trapieznikowa było nielegalne i w tym samym dniu p.o. premiera został Dienis Puszylin, przewodniczący parlamentu. Tego samego dnia utracił fotel wicepremiera.
Żonaty, ma dwoje dzieci.